# Kínai asztrológia

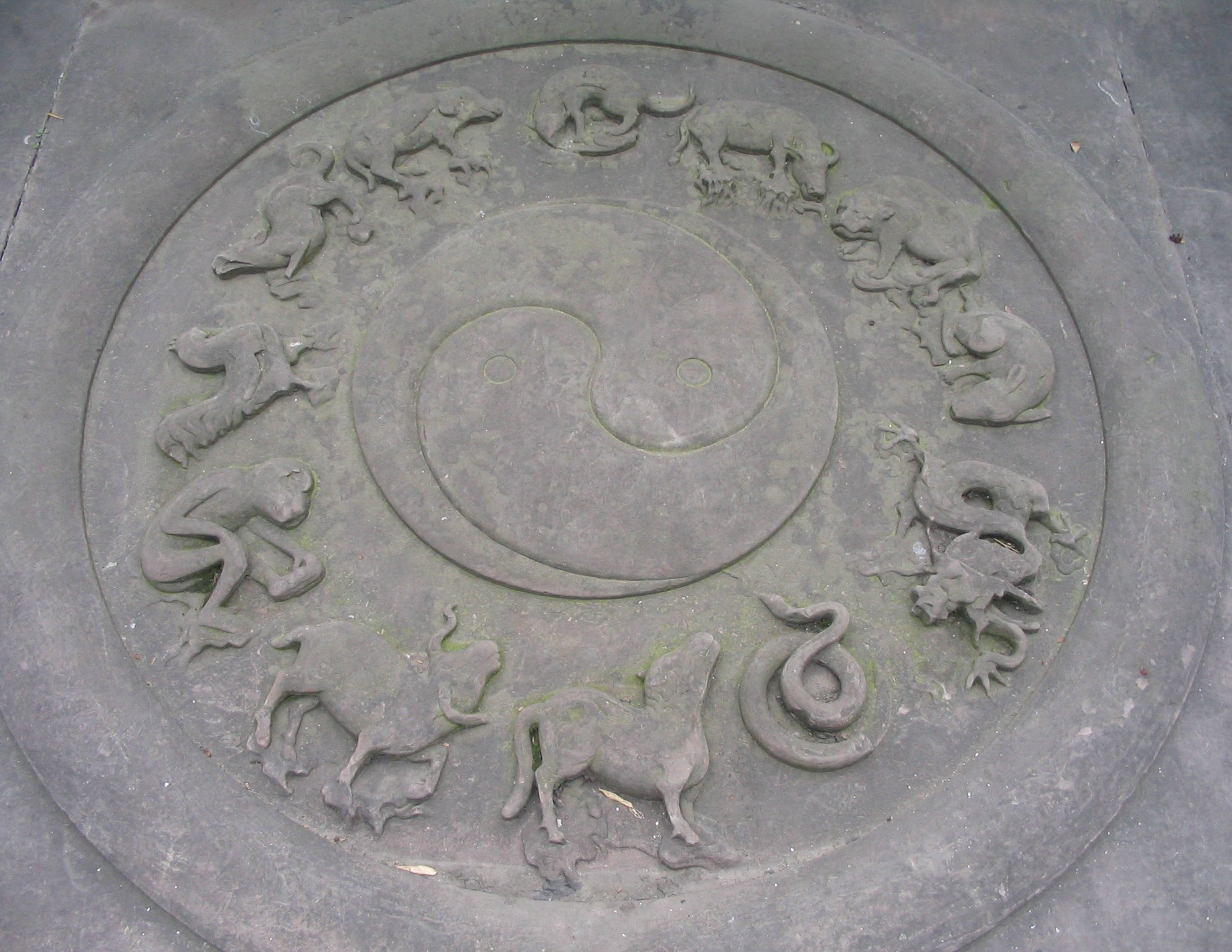
Taoista templomban lévő dombormű, rajta Jin-jang szimbólum és körülötte az állatjegyek

A kínai asztrológia a kínai kultúrában gyökeredző sok ezer éves ezoterikus hagyomány és tan, mely a világ alapelemeinek viselkedését, a természet rendjét, körforgását magyarázza.
A kínai asztrológia Nyugaton elsősorban a 12 állatjegyről ismert, de ezek a horoszkópnak csak egyetlen, első közelítését jelentik. A kínai naptár ugyanis a holdfázisokra épül: a holdévben 12, nagyjából 29 és fél napos hónap van. A kerekítés kedvéért hasonlóan a nyugati naptárhoz, 6 darab 29 napos kishónap, és 6 darab 30 napos nagyhónapra tagolódik. Körülbelül 3 évenként pedig megtoldják egy kiegészítő hónappal, de ezek nem szabályosan követik egymást. A kínai holdév általában később kezdődik, mint a nyugati napév.
A kínai asztrológia az időt 60 éves ciklusokra osztja, ezen belül minden év egy bizonyos Égi Törzs és egy Földi Ág kombinációjából alakul ki. Másfelől az Égi Törzsek (az elemek, sorban: Fa, Tűz, Föld, Fém, Víz mind a Yin illetve Yang formájukban) és a Földi Ágak (az állatjegyek) a holdhónapokhoz, holdnapokhoz, az órákhoz és a 12 állatjegyhez is kapcsolódnak, tehát az egyéni sorsra és jellemre is kihatnak.

## Állatövi jegyek
Minden holdújév kezdetekor más állat veszi át az uralmat az adott esztendőre. Minden jegyhez tartozik egy őt leginkább meghatározó elem, égtáj, illetve szín. A színek több fajta jelentést is hordozhatnak. Ezek mellett a jin és jang tulajdonságait is hordozzák magukban, melyet befolyásol az előző 3 tulajdonság is.
A 12 állat sorrendben:
- Patkány 鼠 (földi ág 子)
- Bivaly 牛(földi ág 丑)
- Tigris 虎 (földi ág 寅)
- Nyúl 兔 (földi ág 卯)
- Sárkány 龙 (földi ág 辰)
- Kígyó 蛇 (földi ág 巳)
- Ló 马 (földi ág 午)
- Kecske 羊 (földi ág 未)
- Majom 猴 (földi ág 申)
- Kakas 鸡 (földi ág 酉)
- Kutya 狗 (földi ág 戌)
- Disznó 猪 (földi ág 亥)

### Az órák
A kínai állatöv a nap óráinak címkézésére is szolgál, minden jel egy "széles óra" vagy "shichen" (時辰) jelölésére szolgál, ami kétórás időszak. (24 osztva 12 állattal)
A hosszú óra, amelyben az ember megszületik, az ő titkos állata, ahogy fentebb mondtuk.
A születési idő határozza meg az ember második jegyét vagy a kínai asztrológiában növekvő jegyet.
A következő időpontok normál idő szerint értendők:
| Idő           | Jel     | Elem |
| ------------- | ------- | ---- |
| 23:00–1:00    | Patkány | Víz  |
| 1:00 – 3:00   | Bivaly  | Víz  |
| 3:00 – 5:00   | Tigris  | Fa   |
| 5:00 – 7:00   | Nyúl    | Fa   |
| 7:00 – 9:00   | Sárkány | Fa   |
| 9:00 – 11:00  | Kígyó   | Tűz  |
| 11:00 – 13:00 | Ló      | Tűz  |
| 13:00–15:00   | Kecske  | Tűz  |
| 15:00–17:00   | Majom   | Fém  |
| 17:00–19:00   | Kakas   | Fém  |
| 19.00–21.00   | Kutya   | Fém  |
| 21.00–23.00   | Disznó  | Víz  |

Budapesti születésű személy esetében az irányadó időpontok:
| Téli idő | Nyári idő |
| - 22:44 – 00:43: patkány - 00:44 – 02:43: bivaly - 02:44 – 04:43: tigris - 04:44 – 06:43: nyúl - 06:44 – 08:43: sárkány - 08:44 – 10:43: kígyó - 10:44 – 12:43: ló - 12:44 – 14:43: kecske - 14:44 – 16:43: majom - 16:44 – 18:43: kakas - 18:44 – 20:43: kutya - 20:44 – 22:43: disznó | - 23:44 – 01:43: patkány - 01:44 – 03:43: bivaly - 03:44 – 05:43: tigris - 05:44 – 07:43: nyúl - 07:44 – 09:43: sárkány - 09:44 – 11:43: kígyó - 11:44 – 13:43: ló - 13:44 – 15:43: kecske - 15:44 – 17:43: majom - 17:44 – 19:43: kakas - 19:44 – 21:43: kutya - 21:44 – 23:43: disznó |

## Az elemek körforgása

Az öt elem körforgása: A zöld vonal az óramutató járásaval egyező irányban a teremtő, a piros pedig ugyanebben az irányban a pusztító ciklus (Visszafelé a zöld a nyugtató, a piros pedig az ingerlő ciklus)

A kínai filozófia alapvető része az öt elem (öt fázis), bár ezeknek semmi közük az anyag végső alkotóelemeihez, ezek a világegyetemre ható energiák öt típusa, melyek a Fa, a Tűz, a Föld, a Fém és a Víz. A kínai felfogás és a hagyományos kínai orvoslás a természet összes jelenségét, így az ember egészségi állapotát is megpróbálta besorolni az öt elem valamelyikébe.
E felfogás szerint minden dolog az öt elem jellemzőit tartalmazza, és arányuk határozza meg a dolgok tulajdonságait, viselkedését. Minden ember tehát külön világ. Akiből árad a nyár melege és mozgékonysága, az Tűz típusú, aki viszont a tél nyugalmára és hűvösségére emlékeztet, az a Víz típushoz sorolható, míg a Föld típusú ember a nedvesség súlyosságát és nyirkosságát idézi fel.
Az öt elem energetikailag többféle módon összefügg egymással. Két egyensúlyra törekvő ciklus van: a tápláló és az akadályozó, szabályozó. Másrészt létezik a két kóros, támadó ciklus: a visszaható és a legyűrő.
A tápláló, erősítő ciklusban a Fa táplálja a Tüzet, a Tűz termi a Földet (hamu), a Föld szüli a Fémet (ércek), a Fém beleoldódva táplálja a Vizet (például ásványvizek), a Víz táplálja a Fát. Az akadályozó, szabályozó ciklus jellemzői: a Fa felemészti a Földet, a Tűz megolvasztja a Fémet, a Föld felszívja a Vizet, a Fém elvágja a Fát, a Víz eloltja a Tüzet.
A kóros ciklusok közül a visszaható azt jelenti, hogy valamelyik fázis túltengése a kettővel mögötte lévőre támad, arra visszahat. Például a túl sok Tűz elpárologtatja a – normális esetben – őt fékező Vizet, és így tovább: a túl sok Víz elárasztja, elmossa a Földet, a túl sok Föld eltemeti a Fát, a túl sok Fa kicsorbítja a fejszét, vagyis tönkreteszi a Fémet., a túl sok Fém elzárja a Tüzet a levegőtől.
A másik kóros ciklus a legyűrő. Ilyenkor egy bizonyos fázis annyira meggyengül, hogy az őt korlátozó másik fázis teljesen legyűri, elárasztja, például a Tűz olyan gyenge, hogy egy pohár Vízzel is el lehet oltani.

## Az elemek tulajdonságai

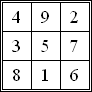
Az ábrán a Lo-Shu, vagy Mágikus négyzet látható. Egyik érdekessége, hogy a számok összege minden sorban, oszlopban és a főátlókban is 15.

A kínaiak megfigyelései szerint egy év nem négy, hanem öt évszakból áll. Ezek sorban: Tavasz, nyár, indiánnyár, ősz és tél. Az indiánnyár egy átmeneti időszak a nyár végén, a kínaik ezt külön évszaknak tekintik.

### Ki melyik elemhez tartozik?
A források nem egyeznek a személy elemének meghatározásával kapcsolatban. Az egyik vélemény szerint Gua-számunk határozza meg azt, hogy melyik elemhez tartozunk, a másik szerint pedig a kínai Hold-naptár alapján dől el, hogy milyen elem szülöttjei vagyunk.

#### Gua-számunk meghatározása
Egyes források szerint azt, hogy melyik elemhez tartozunk, Gua-számunk határozza meg. (A Gua-szám a Feng Shuiban is jelen van, mivel az is a kínai asztrológia része) Gua számunkat könnyen meghatározhatjuk születési évünk alapján:
Adjuk össze születési évszámunk utolsó két számjegyét (például 1989 esetén 8+9=17), majd (ha kétjegyű számot kaptunk) folytassuk ezt egészen addig, amíg egyjegyű számot nem kapunk. (17: 1+7=8)
Férfiaknál vonjuk ki ezt a számot 10-ből (1989-nél maradva: 10-8=2), s már meg is kaptuk Gua-számunkat.
Nőknél ehhez a számhoz adjunk 5-öt (példánkban: 8+5=13), majd ha kétjegyű lenne, adjuk össze a jegyeit, (1+3=4) s meg is van a Gua-szám.
Minden elemhez tartoznak bizonyos Gua-számok (ez alapján dől el az is, hogy kinek melyik irányok a kedvezőek. Bővebben: Feng Shui). Ezek a következők:
- Tűz: 9
- Föld: 2, 5, 8
- Fém: 6, 7
- Víz: 1
- Fa: 3, 4

#### Hold-naptár
A Hold-naptár szerint a 60 éves ciklus két, egymástól független ciklusból: az öt elem, és a tizenkét állat által meghatározott ciklusból áll elő.
Az öt elem ciklusa az Égi Törzset határozza meg. Minden elem két évig uralkodik, egyszer a Yang jegyében (páros évek), majd rögtön utána a Yin jegyében (páratlan évek). Tehát az elem szerinti hovatartozás a következők szerint dől el:
- Születési évünk utolsó jegye 0: Yang Fém
- Születési évünk utolsó jegye 1: Yin Fém
- Születési évünk utolsó jegye 2: Yang Víz
- Születési évünk utolsó jegye 3: Yin Víz
- Születési évünk utolsó jegye 4: Yang Fa
- Születési évünk utolsó jegye 5: Yin Fa
- Születési évünk utolsó jegye 6: Yang Tűz
- Születési évünk utolsó jegye 7: Yin Tűz
- Születési évünk utolsó jegye 8: Yang Föld
- Születési évünk utolsó jegye 9: Yin Föld

A 12 jegy ciklusa a másik ciklus, mely a Földi Ágat határozza meg, erről már volt szó.

### 木 Fa
Etikusak, magas erkölcsi normákkal. Magabiztosak, a dolgok belső értékével tisztában vannak. Érdeklődésük széles körű, jól működnek együtt másokkal. Vezető egyéniségek. Jó képességük van a rendszerezésre, a dolgok kategorizálására. Jól átlátják az összefüggéseket, ezért képesek hosszútávú terveket is véghezvinni. Állandó változás és újítás jellemzi őket. Együttérzők és jóindulatúak, de néha túl nagy fába vágják a fejszéjüket, s a megvalósíthatatlan tervekkel önmagukat emésztik fel.
| Bolygója  | Jupiter                                |
| Iránya    | Kelet                                  |
| Évszaka   | tavasz                                 |
| Napszaka  | Reggel                                 |
| Színe     | Zöld                                   |
| Folyamata | Születés                               |
| Formája   | Magas, álló négyzetes, hengeres formák |
| Anyaga    | Növény, fa, textil                     |

### 火 Tűz
Átlagon felüli vezetői készséggel rendelkeznek. Határozottak, magabiztosak, s tudják irányítani az embereket már csak puszta agresszivitásukkal. Szeretik a kalandokat, újdonságokat. Kreativitásukkal, eredetiségükkel társaik fölé emelkednek, s szívesen vállalnak kockázatokat is. Állandó mozgásban vannak, tipikus cselekvők. Dinamikusak, ami a beszédükre is jellemző. Meg kell tanulniuk érzelmeiket és ambícióikat féken tartani, mert mások szemében türelmetlennek és érzéketlennek fognak látszani. Erőszakosságukkal könnyen veszélybe sodorják önmagukat. Magas szintű teljesítményekre képesek, sikeresebbek lehetnének, ha megtanulnának hallgatni. Ugyanis túlságosan őszintén kimondják gondolataikat, érzéseiket. Melegségük, fényük vonzza társaikat. Féktelen temperamentumuk azonban egészségük rovására mehet.
| Bolygója  | Mars                                                    |
| Iránya    | Dél                                                     |
| Évszaka   | Nyár                                                    |
| Napszaka  | Déli órák                                               |
| Színe     | Piros, vörös, bíbor, ibolya                             |
| Folyamata | Növekedés                                               |
| Formája   | Éles, hegyes, kúp, gúla, felfelé törő formai struktúrák |
| Anyaga    | Ember, állat, műanyag                                   |

### 土 Föld
Racionálisak, praktikusak, gyakorlatiasak. Fejlett logikai képességgel rendelkeznek. Megbízhatóak és szolidak. Jó adminisztrátorok és szervezők. Javaikat remekül osztják be, használják fel. A pénzzel okosan bánnak. Nagyon jó menedzser-típusok, intelligensek és alaposak. Lassú, megfontolt cselekvés jellemzi őket, s amit megvalósítanak, tartós és értékes lesz. Konzervatívak, a helyzetet többnyire reálisan ítélik meg. Óvatosak, fegyelmezettek. Felelősségérzetük igen nagy. Legnagyobb hibájuk a képzelőerő hiánya.
| Bolygója  | Szaturnusz                         |
| Iránya    | Közép                              |
| Évszaka   | Indiánnyár, átmeneti időszakok     |
| Napszaka  | Délután                            |
| Színe     | Sárga, bézs, sárgásbarna, narancs  |
| Folyamata | Átalakulás                         |
| Formája   | Derékszög, négyzet, kocka, lapos   |
| Anyaga    | Kő, ásvány, agyag, homok, porcelán |

### 金 Fém
Merevek és eltökéltek. Céljaikat szinte gondolkodás nélkül valósítják meg. Kitartóak, erős érzések vezérlik őket, legfontosabb számukra a siker. Nehézség, kezdeti sikertelenség nem tántorítja el őket. Ez a rugalmatlanság hátrányos is lehet, makacsul törnek előre, nem veszik észre a zsákutcából kivezető utat. Önfejűek, gyakran hibás döntést hoznak. Segítséget soha nem kérnek. Jó pénzügyi érzékkel rendelkeznek, s ezt ki is használják. A hatékonyság érdekében meg kell tanulniuk kompromisszumot kötni. Gyakran magánéletük rovására is megy roppant eltökéltségük.
| Bolygója  | Vénusz                                    |
| Iránya    | Nyugat                                    |
| Évszaka   | Ősz                                       |
| Napszaka  | Kora este                                 |
| Színe     | Fehér, ezüst, szürke                      |
| Folyamata | Aratás                                    |
| Formája   | Kör, kerekített formák, ovális            |
| Anyaga    | Minden, ami fém (arany, ezüst, réz, vas…) |

### 水 Víz
Kommunikációs készségük nagyon fejlett, ezért képesek másokat befolyásolni. Mindenkit felhasználnak saját terveik megvalósításához, s mindezt úgy, hogy a másik nem kihasználva, hanem megtisztelve érzi magát. Érvényes rájuk a mondás: lassú víz partot mos. Céljaik eléréséhez az intrika eszközét is használják. Tisztában vannak vele kit, mikor és mivel kell megkeresni. Simulékonyak, rugalmasak és változékonyak. Intuíciós képességük figyelemreméltó.
| Bolygója  | Merkúr                                |
| Iránya    | Észak                                 |
| Évszaka   | Tél                                   |
| Napszaka  | Éjjel                                 |
| Színe     | Fekete, kék                           |
| Folyamata | Raktározás                            |
| Formája   | Hullámos, változó, aszimmetrikus      |
| Anyaga    | Tükröződő felületek, folyadékok, üveg |

## Fordítás
- Ez a szócikk részben vagy egészben  a   Chinese_astrology című angol Wikipédia-szócikk fordításán alapul.  Az eredeti cikk szerkesztőit annak laptörténete sorolja fel. Ez a jelzés csupán a megfogalmazás eredetét és a szerzői jogokat jelzi, nem szolgál a cikkben szereplő információk forrásmegjelöléseként.